# Oberoniinae
De Oberoniinae vormen een subtribus van de Malaxideae, een tribus van de orchideeënfamilie (Orchidaceae).
De naam is afgeleid van het geslacht Oberonia.
De subtribus omvat twee geslachten epifytische, zelden terrestrische orchideeën, zonder pseudobulben, met zijdelings samengedrukte bladeren en een onopvallende bloeiwijze, uit tropische streken van India, China, Zuidoost-Azië en Australazië.

## Taxonomie
De tribus Malaxideae werd in 1995 door Szlachetko onderverdeeld in twee subtribi, Malaxidinae en Oberoniinae. Deze laatste omvat ten minste twee geslachten:
- Geslachten:
  - Hippeophyllum
  - Oberonia